# Septimius Severus
Lucius Septimius Severus, jako císař Lucius Septimius Severus Pertinax (11. dubna 146 Leptis Magna, Afrika – 4. února 211 Eburacum, Británie), byl římský císař vládnoucí od 9. dubna 193 do 4. února 211, nejprve spolu s Clodiem Albinem (193–196/197), později se svými syny Caracallou a Getou. Severus založil novou dynastii, vyvedl římskou říši z vnitropolitické krize a přistoupil k zásadním reformám v oblasti vojenství a správy. Vedle Diocletiana je bezpochyby nejvýznamnějším panovníkem 3. století.

## Původ a kariéra

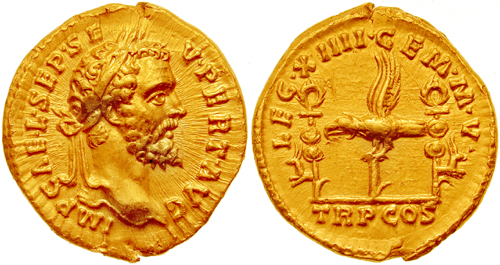
Severův aureus

Septimius Severus se narodil ve městě Leptis Magna v dnešní Libyi jako syn jezdce Publia Septimia Gety a Fulvie Pie. Jeho rodnou řečí byla punština, řeč starého Kartága, velmi brzy však začal studovat řeckou a latinskou literaturu a poté odešel k dalšímu vzdělávání do Říma, kde ho na přímluvu příbuzného přijal císař Marcus Aurelius do řad senátu.
Severova kariéra ve strukturách impéria byla poměrně rychlá. V roce 170 se stal quaestorem, v roce 171/172 působil na Sardinii, v roce 173/174 ve funkci legáta prokonzula Afriky, následovala praetura (178), jmenování velitelem IV. legie skythské a nakonec roku 190 konzulát (consul suffectus). Roku 191 ho císař Commodus poslal jako místodržitele do Horní Panonie.
Ze dvou manželství, jež Severus uzavřel, má mnohem větší význam druhé, s Iulií Domnou, neboť z něj vzešli oba jeho synové a pozdější nástupci na římském trůně – Caracalla a Geta. První manželka Paccia Marciana zemřela kolem roku 185.

## Proklamace za císaře
Císařem byl Septimius Severus provolán 9. dubna 193 v Carnuntu, prakticky ihned poté, co do Panonie došla zpráva o zavraždění císaře Pertinaka pretoriánskou gardou. Nového panovníka Didia Iuliana Severus neuznal, stejně jako nároky populárního Pescennia Nigra, a po desetidenních přípravách vytáhl v čele vojska do Itálie, aby rozhodl zápas pro sebe. Chytře tehdy jmenoval místodržitele Británie Clodia Albina caesarem a svým spoluvládcem, což mu zajistilo neutralitu západních provincií. Po celou dobu pochodu na Řím se Severus zdržel vší císařské okázalosti.
Jeho panonské legie dosáhly úspěchu relativně snadno, během necelých dvou měsíců. Didius Iulianus byl 2. června 193 zavražděn, Severus rozpustil starou pretoriánskou gardu a dosáhl uznání od senátu. Přinejmenším formálně byl převrat dovršen, zbývalo jen vyřešit situaci na východě, kde syrské legie prohlásily krátce po Severovi Pescennia Nigra za císaře.

## Vláda

### Konflikt s Nigrem a Albinem
Dne 9. července 193 zahájil Septimius Severus tažení proti Nigrovi, jehož mezitím uznaly téměř všechny východní provincie včetně Egypta. Boje probíhaly převážně v Malé Asii a Niger v nich utrpěl řadu porážek. Rozhodující bitva se strhla koncem března 194 u Issu, na stejném místě, kde roku 333 př. n. l. porazil Alexandr Veliký perského krále Dareia III. Jak zdůrazňují kronikáři, i tentokrát triumfovaly síly ze západu a Niger byl na útěku zabit. Na Severovu stranu poté přešel celý východ římské říše.
Vítěz postupoval i nadále energicky. Přestože jeho prvořadým úkolem byla konsolidace nově získaných provincií a odstranění následků občanské války, nezalekl se ani konfliktu se svým dosavadním spojencem a spoluvladařem Clodiem Albinem. Většina historiků označuje za původce války jeho, nikoli Albina, a přičítá to nezměrné Severově ctižádosti i faktu, že měl dva syny, jimž chtěl předat následnictví mnohem spíše než krajanu Albinovi. Jakkoli je míra zavinění diskutabilní, měření sil mezi oběma muži skončilo v únoru 197 vítězstvím severovských jednotek, byť ne tak rozhodným jako v případě Nigra. Clodius Albinus spáchal u Lugduna v Galii sebevraždu.

### Válka s Parthy

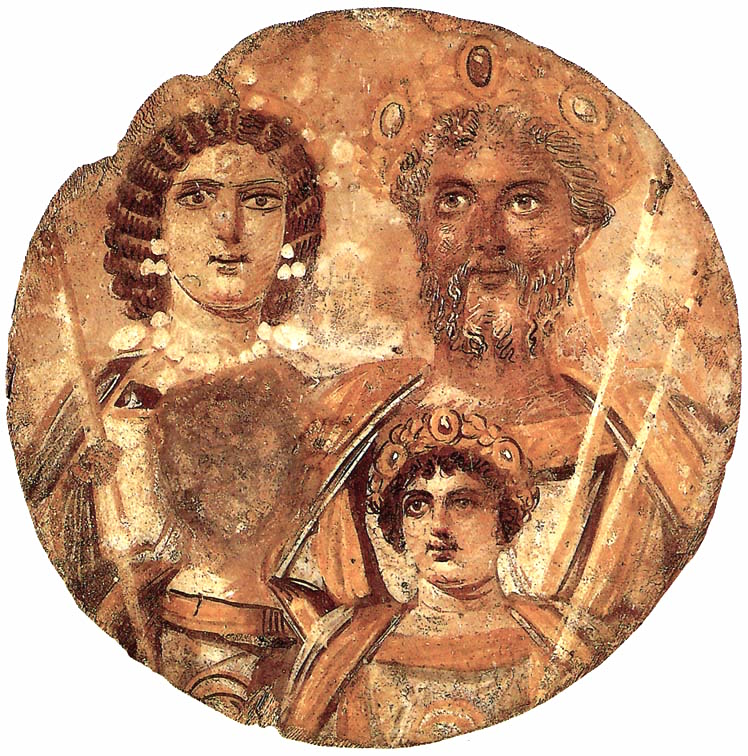
Septimius Severus, Iulia Domna a jejich starší syn Caracalla (portrét mladšího syna Gety byl za Caracallovy vlády odstraněn)

Ještě před Albinovou porážkou vedl Severus v roce 195 krátkou válku s Parthy, v níž pak pokračoval v letech 197–198. Jako záminka mu posloužila formální podpora Nigra ze strany parthských vazalů, ve skutečnosti šlo však spíše o získání pověsti rozmnožitele říše a dobyvatele. Severus chtěl dát najevo, že své vojenské schopnosti umí uplatnit nejen v občanských válkách doma, ale i v boji proti tradičním nepřátelům za hranicemi.
Konflikt s králem Vologaisem V. vyvrcholil obléháním parthského hlavního města Ktésifóntu na řece Tigris a jeho dobytím koncem roku 198. Bylo to již třetí vyplenění parthské metropole od dob císaře Traiana. Při následných jednáních o míru, táhnoucích se až do roku 199/200, získali Římané držbu Osroény i s její metropolí Nisibis. Současně byla zřízena nová římská provincie Mesopotamia a zformovány tři legie nesoucí název Parthica.

### Vnitřní politika
Na rozdíl od všech císařů ve 2. století, s výjimkou Commoda a Didia Iuliana, byl Severův vztah k senátu po celou dobu jeho vlády napjatý, až nepřátelský. Důvodem byla mj. podpora Clodia Albina ze strany mnohých senátorů a následné represe nařízené císařem, zčásti velmi tvrdé. Severus se ve větší míře než jeho předchůdci opíral o kolegium rádců (consilium principis), v němž získali hlavní slovo právníci. Na administrativní a vojenské rovině získali na významu příslušníci nižšího stavu jezdců, trend, který pak pokračoval po celou první polovinu 3. století.
Pro Severovu vládu se v moderní historiografii někdy razí pojem „vojenská monarchie“, aby se zdůraznil rozdíl oproti dřívějším časům, kdy do popředí vystupovaly spíše civilní prvky vládnutí. Je pravda, že Severus se opíral o armádu mnohem více než předchozí císaři a že ji i velmi protežoval. Jeho vladařskou filozofii dobře vystihuje rada synům, kterou pronesl na smrtelné posteli: „Udržujte mezi sebou svornost, obohacujte vojáky a o ostatní se nestarejte.“ Na císařův příkaz bylo vojákům poprvé od vzniku žoldnéřské armády povoleno uzavírat manželství a obzvlášť zasloužilí centurioni byli přijímáni do stavu jezdců. Povolení sňatků se často kritizuje, neboť snížilo „pohyblivost“ jednotek a zvýšilo riziko revolt – vojáci mající rodiny v určitých provinciích byli méně ochotní přesouvat se v případě potřeby do vzdálenějších krajů. Na druhé straně Severus patrně jen legalizoval daný stav, jelikož partnerské svazky uzavírali vojáci již dříve.
Poučen válkou z let 193–197 omezil Severus moc místodržitelů tím, že rozdělil některé provincie na menší celky a snížil počet legií v nich. Po pádu prefekta pretoriánů Plautiana nařídil i tuto funkci rozdělit mezi dvě osoby, aby se zabránilo nadměrné koncentraci moci v rukou jednotlivce. Ve finanční oblasti způsobily mimořádné výdaje na armádu první projevy inflačních tendencí, které se dále zhoršily za jeho nástupců.
V širokých vrstvách obyvatelstva byl Severův energický styl vládnutí velmi oblíbený, což se přeneslo i na celou dynastii. Ideologicky Severus navazoval na politický odkaz Antoninů, zejména Marka Aurelia, za jehož adoptivního syna se vydával. V této souvislosti nechal také prohlásit Markova syna Commoda za boha a svému staršímu synovi Caracallovi změnil jméno na Marcus Aurelius Antoninus.

### Stavební činnost
Septimius Severus byl stejně jako většina jeho předchůdců náruživým stavebníkem. Jeho zásluhou vyrostl na římském Palatinu nový palác (Domus Severiana) s monumentálním Septizodiem a Forum Romanum ozdobil vítězný oblouk vztyčený u příležitosti triumfu nad Parthy. Spolu s vítěznými oblouky císařů Tita a Konstantina Velikého patří oblouk Septimia Severa k nejlépe dochovaným antickým stavbám v Římě. Vedle toho Severus velkoryse přebudoval své rodné město Leptis Magna v Africe.

## Severova smrt
Poslední léta Severova panování byla poznamenána neskrývanou rivalitou mezi oběma jeho syny, designovanými následníky trůnu. Stárnoucí císař, sužovaný dnou, se za této situace rozhodl podniknout výpravu do Británie, ohrožované útoky Piktů ze severu. Chtěl tak syny odvést od dvorských intrik a službou ve prospěch státu je přimět k ukázněnosti. Roku 209 pověřil mladšího Getu civilními záležitostmi v provincii, zatímco se starším Caracallou vytáhl do dnešního Skotska.
Boje probíhaly se střídavým štěstím a císař byl v jejich průběhu většinou upoután na lůžko. Jeho starší syn se zatím pokoušel získat na svoji stranu armádu. Dne 4. února 211 Severus v Eburaku zemřel, poté co nechal znovu opevnit Hadrianův val. Z rozhodnutí senátu byl prohlášen za boha.